# 2006 WG206
2006 WG206, também escrito como 2006 WG206, é um corpo menor que está localizado no disco disperso, uma região do Sistema Solar. Ele possui uma magnitude absoluta de 6,9 e tem um diâmetro estimado de cerca de 211 km.

## Descoberta
2006 WG206 foi descoberto no dia 23 de novembro de 2006 pelo Canada-France Ecliptic Plane Survey.

## Órbita
A órbita de 2006 WG206 tem uma excentricidade de 0,293 e possui um semieixo maior de 50,756 UA. O seu periélio leva o mesmo a uma distância de 35,905 UA em relação ao Sol e seu afélio a 65,607 UA.